# Општина Ходод (Сату Маре)
Ходод (рум. Hodod) општина је у Румунији у округу Сату Маре.
Oпштина се налази на надморској висини од 278 m.